# 瓦恩斯
瓦恩斯（德語：Wahns，發音：[ˈvaːns]）是德国图林根州施马尔卡尔登-迈宁根县曾经的一个市镇，面积8.01平方千米，2017年12月31日人口为407人。2019年1月1日，瓦恩斯与另外4个市镇并入市镇瓦松根。